# Pugilat

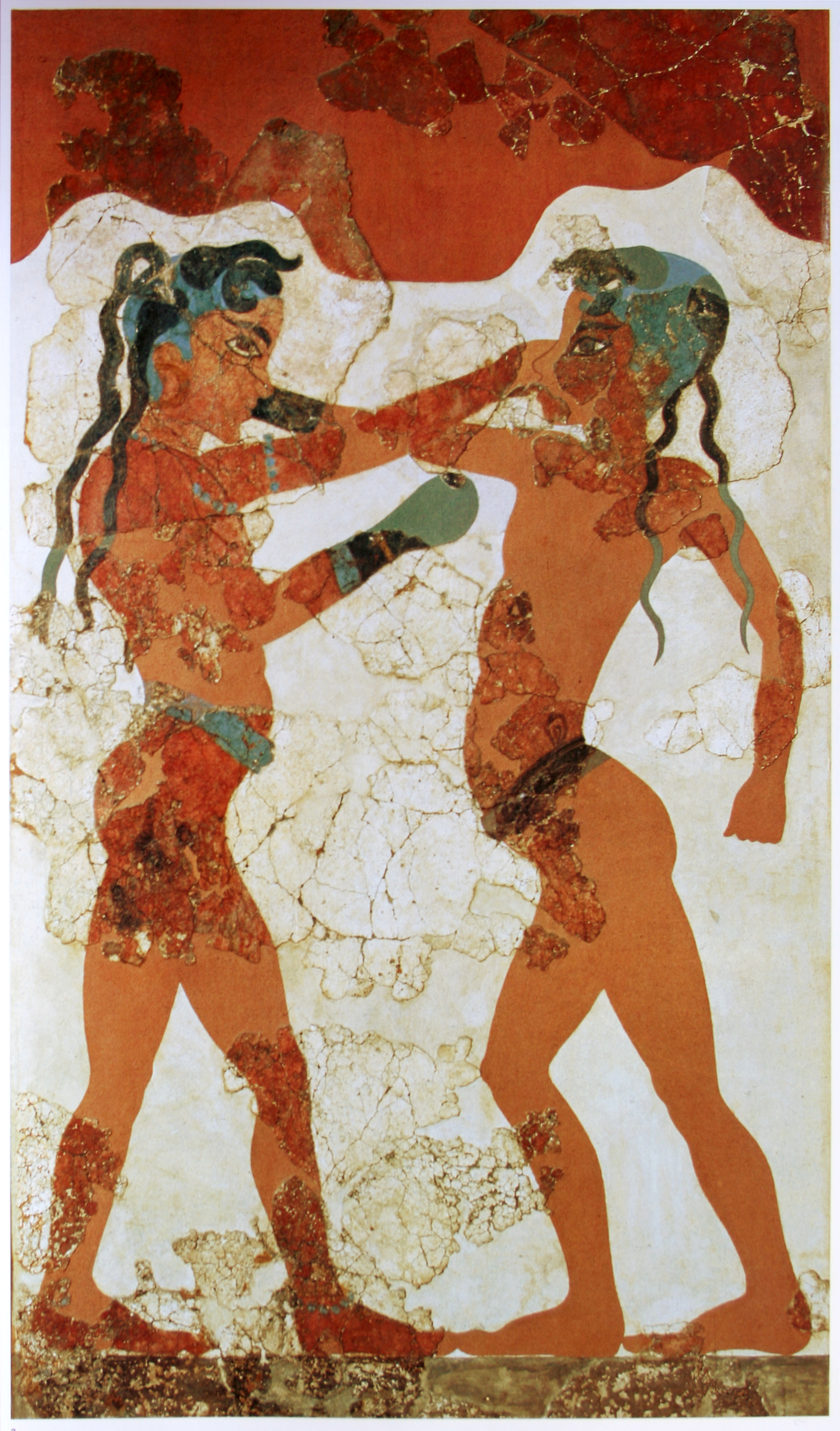
Fresc de Cnossos, Creta, mostrant joves minoics boxejant, la primera prova conservada de l'ús de guants (1500 aC)

El pugilat (grec antic: πὐξ o πυγμαχία) o boxa grega antiga és un esport que data com a mínim del 1500 aC i que es practicava a les polis gregues en diversos contextos socials. Es tracta de l'antecedent de la boxa actual. La majoria de les fonts sobre la boxa grega antiga són fragmentàries o llegendàries, la qual cosa fa difícil reconstruir-ne de manera detallada les regles, els usos i la història que envoltava aquesta activitat. Tot i així, se sap amb certesa que la boxa amb guants va ser una part significativa de l'antiga cultura atlètica grega durant tot el primer període clàssic.

## Orígens

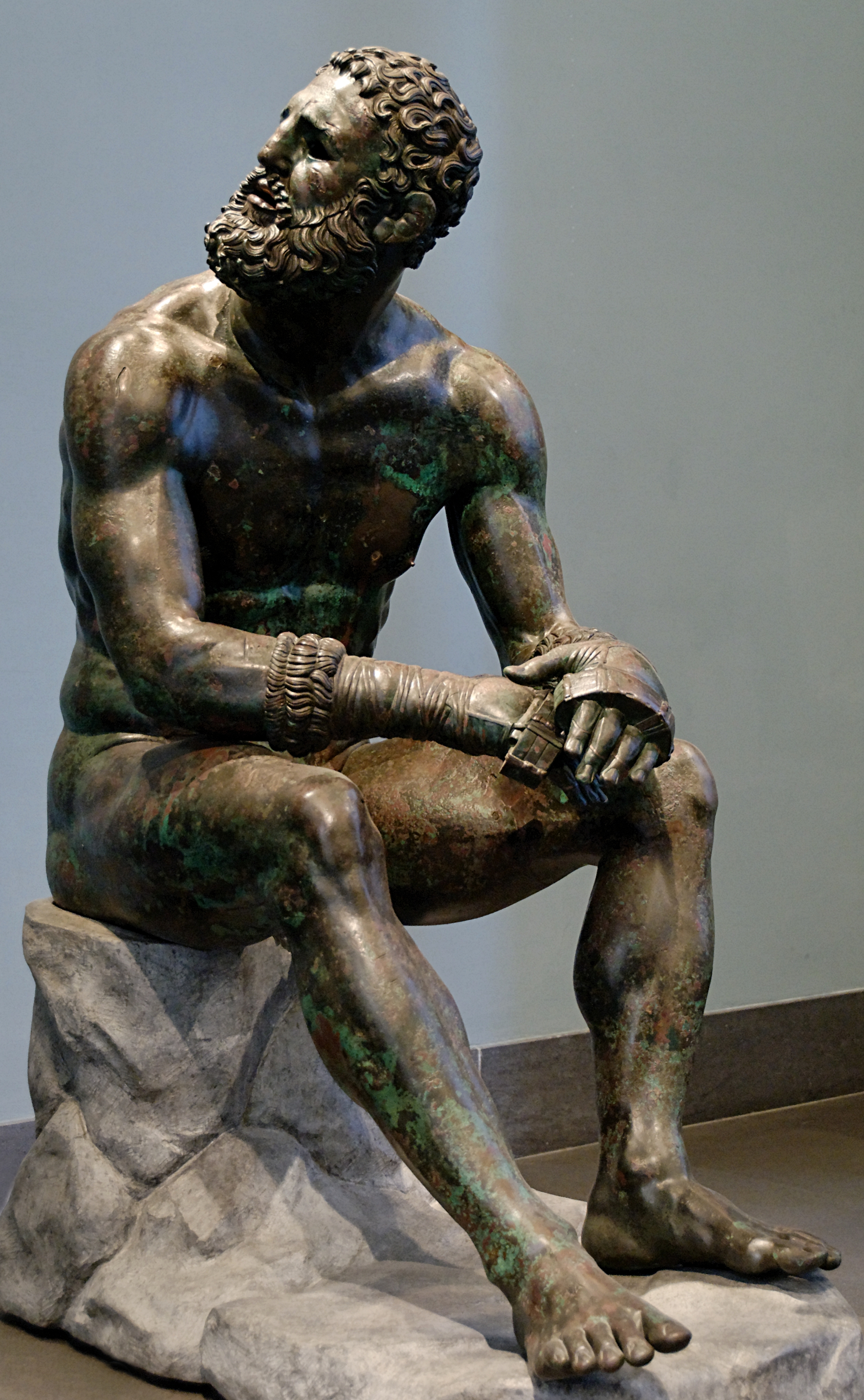
Escultura de bronze representant un púgil en repòs després del combat (300-200 aC)

Hi ha proves arqueològiques i artístiques de la boxa grega antiga ja des dels períodes minoic i micènic. Hi ha moltes llegendes sobre l'origen de la boxa a Grècia; per exemple, n'hi ha una que explica que Teseu es va inventar una forma de boxa en què dos homes seien cara a cara i es començaven a clavar cops de puny fins que un dels dos queia mort. Amb el temps, els boxadors van començar a combatre dempeus, completament nus, amb els punys protegits per guants (amb pues) i els avantbraços embenats fins al colze.
Segons la Ilíada (cant 23), els guerrers micènics practicaven la boxa com a part de les competicions que celebraven en honor dels caiguts, tot i que és possible que Homer reflecteixi una cultura grega més tardana. La boxa és una de les disciplines dels jocs funeraris que es disputen en honor de Patrocle, l'amic d'Aquil·les mort en combat cap al final de la guerra de Troia. És en commemoració de la mort de Patrocle que el 688 aC els grecs introdueixen la boxa (pygme o pygmachia) en els Jocs Olímpics de l'antigor. Els participants s'entrenaven colpejant un sac (korykos) i es cobrien les mans amb unes tires de cuiro (himantes) que els deixaven els dits lliures; a vegades també es protegien els canells i el pit de la mateixa manera.
L'erudit i historiador Filòstrat assegurava que en un primer moment la boxa es va desenvolupar a Esparta per endurir els rostres dels guerrers que entrarien en batalla. Els primers espartans creien que els elms eren innecessaris i la boxa els preparava per als cops que inevitablement rebrien durant el combat. Els espartans, però, mai no van participar en competicions de boxa, ja que creien que era una manera poc honorable de caure derrotat.

## Equipament

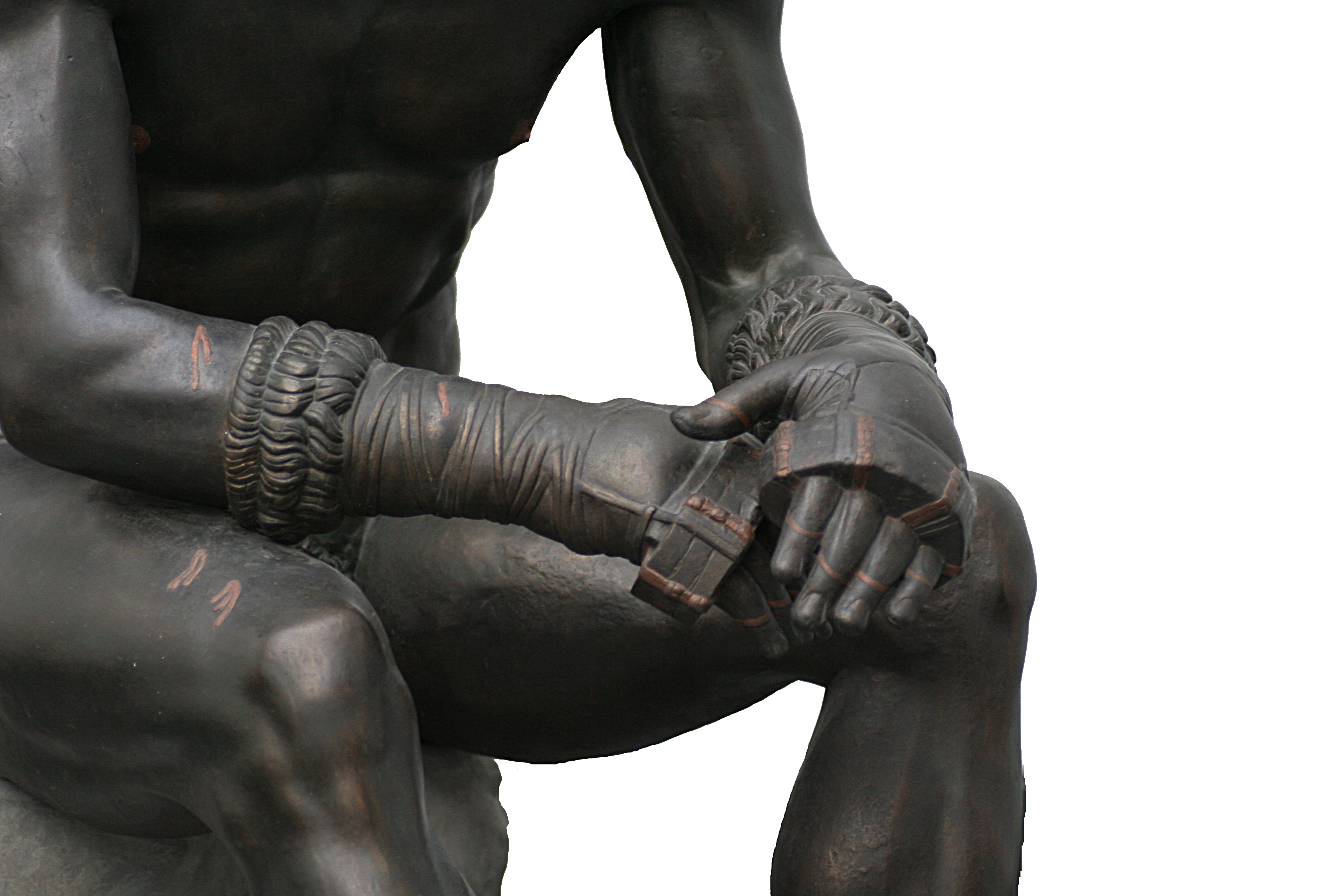
Detall de les tires de cuir de les mans

Fins aproximadament el 500 aC, els boxadors es protegien els nusos de les mans amb les himantes, tires de pell de bou d'entre 3 i 3,7 metres de llarg amb les quals s'embolicaven les mans. Cap al 400 aC es van introduir les sphairai, molt similars a les himantes però amb la part interior encoixinada i la part exterior molt més dura i rígida.
Després de la introducció de les sphairai, ben aviat es van incorporar els oxys, unes gruixudes cintes de cuiro que protegien les mans, els canells i els avantbraços; una banda de velló a l'avantbraç permetia que el combatent s'eixugués la suor. D'aquesta manera, les cintes de cuiro es movien menys en donar un cop i els nusos de les mans quedaven més protegits.
Els púgils s'entrenaven a la palestra amb els korykos, equivalents als moderns sacs de boxa, que estaven plens de sorra, farina o mill.
Els romans van modificar l'estructura de les himantes i van afegir a les tires de cuiro diverses peces de metall, punxes i plaques de ferro, i les anomenaven cestes. Hi havia variants: el myrmex, que provocava lesions molt greus, i el sphairai grec modificat, amb corretges flexibles i fulles de tall.

## Normes

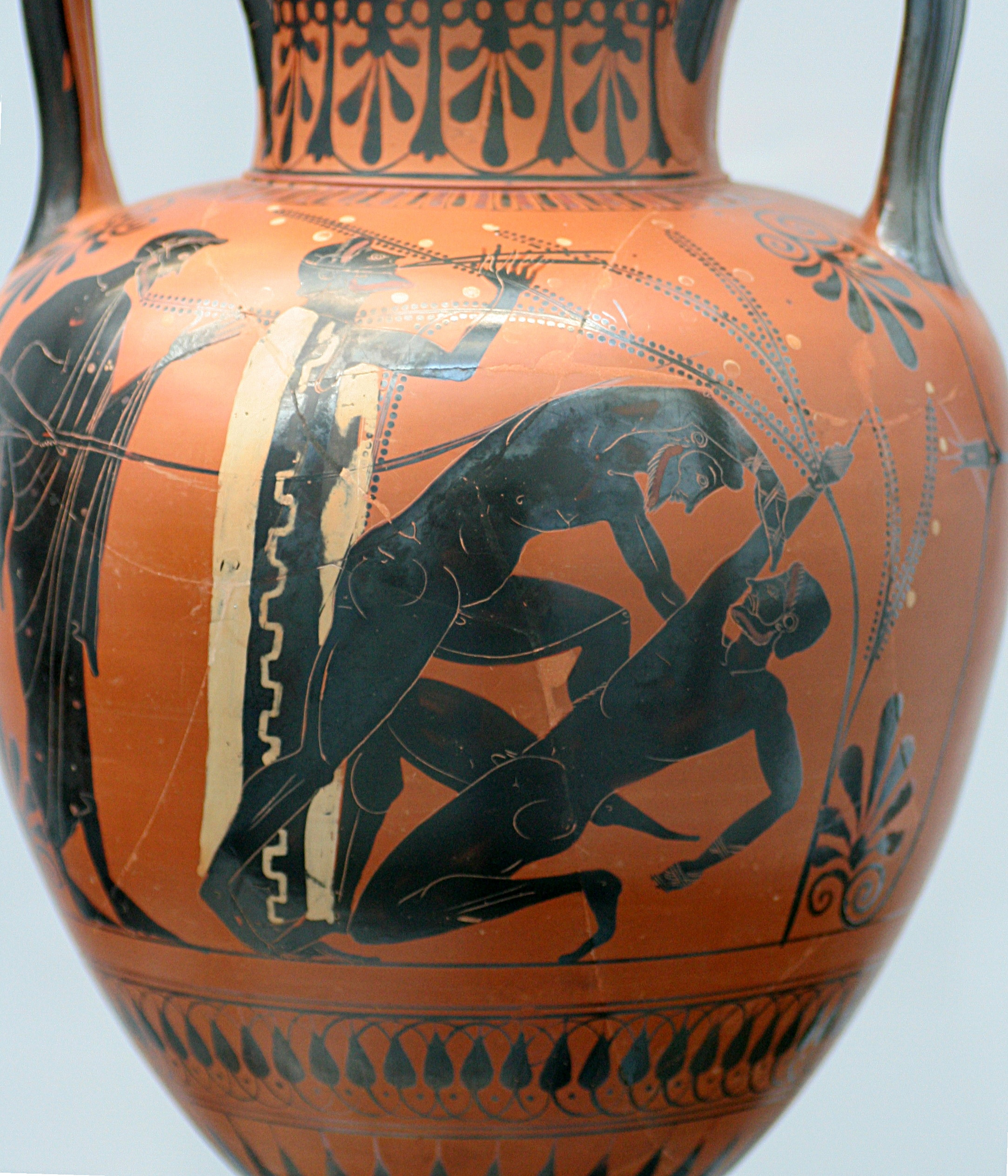
El boxador de la dreta fa el senyal d'abandonar la lluita aixecant el dit (ca. 500 aC)

Actualment, les regles comunament acceptades per a la boxa grega antiga es basen en referències històriques i imatges, tot i que són deduccions i no pas certeses, perquè ens n'han arribat poques referències i fonts en bon estat.
- No es podia agafar el rival ni fer servir tècniques de lluita.
- S'acceptava qualsevol mena de cop amb la mà, però no es podia agafar ni esgarrapar amb els dits.
- No hi havia ring.
- No hi havia assalts ni límits de temps.
- La victòria arribava quan un dels boxadors abandonava o quedava incapacitat.
- No hi havia diferents categories segons el pes; els oponents es triaven a l'atzar.
- Els jutges feien complir les normes colpejant els infractors amb una vara.
- Si el combat s'allargava massa, els púgils podien optar per un intercanvi de cops sense defensar-se.